# Justicia bojeriana
Justicia bojeriana är en akantusväxtart som först beskrevs av Christian Gottfried Daniel Nees von Esenbeck, och fick sitt nu gällande namn av R. Baron. Justicia bojeriana ingår i släktet Justicia och familjen akantusväxter. Inga underarter finns listade i Catalogue of Life.